# Kaisaari, Salo
Kaisaari är en ö i Finland. Den ligger vid Halikkoviken i kommunen Salo i Egentliga Finland, i den södra delen av landet, 110 kilometer väster om huvudstaden Helsingfors.
Öns area är 5,5 hektar och dess största längd är 350 meter i sydöst-nordvästlig riktning. Ön höjer sig omkring 40 meter över havsytan. I omgivningarna runt Kaisaari växer i huvudsak barrskog.